# Siglo XXVII
El siglo XXVII d. C. (siglo veintisiete después de Cristo) o siglo XXVII e. c. (siglo veintisiete de la era común) es el séptimo siglo del III milenio en el calendario gregoriano. Comenzará el 1 de enero de 2601 y terminará el 31 de diciembre de 2700.

## Predicciones astronómicas

### Lista de los largos eclipses totales de Sol
- 28 de agosto de 2603: Eclipse total de Sol,[1] (6 min 02 s), del saros 164.
- 8 de septiembre de 2621: Eclipse total de Sol,[2] (5 min 45 s), del saros 164.
- 19 de septiembre de 2639: Eclipse total de Sol,[3] (5 min 28 s), del saros 164.
- 17 de mayo de 2645: Eclipse total de Sol,[4] (5 min 17 s), del saros 148.
- 29 de septiembre de 2657: Eclipse total de Sol,[5] (5 min 11 s), del saros 164.
- 29 de mayo de 2663: Eclipse total de Sol,[6] (5 min 07 s), del saros 148.
- 28 de junio de 2671: Eclipse total de Sol,[7] (5 min 07 s), del saros 157.
- 9 de julio de 2689: Eclipse total de Sol,[8] (5 min 31 s), del saros 157.

### Otros fenómenos astronómicos
- 16 de diciembre de 2603: Tránsito de Venus.
- 13 de mayo de 2608: Tránsito de Mercurio.
- 13 de diciembre de 2611: Tránsito parcial de Venus. 
 Será parcial en una parte de la zona de observación (el hemisferio diurno), pero será un tránsito completo (afeitando) a otra parte. 
 Última frecuencia: 7 de diciembre de 1631.
- 2626/2627: Triple conjunción Marte-Saturno.
- 2629: Triple conjunción Marte-Saturno.
- 16 de febrero de 2649: a 11:17 UTC Venus ocultará a Neptuno.
- 2655/2656: Triple conjunción Júpiter- Saturno.
- 2663: Triple conjunción Marte-Saturno.
- 2674: Tercera órbita de Plutón desde su descubrimiento en 1930.
- 2699/2700: Triples conjunciones entre Marte - Júpiter, Marte - Neptuno y Júpiter - Neptuno.

## Música
- 2640: La pieza musical escrita por John Cage denominada Organ²/ASLSP (As SLow aS Possible), la interpretación musical más lenta y de mayor duración jamás efectuada, escrita en 1987, que comenzó en el año 2001, finalizará.

## Ciencia ficción
- En el universo de Halo, año 2610, después de tres años desde su concepción, el completamente hecho a mano Monumento a John-117 es terminado y colocado en el Museo de la Humanidad para conmemorar la dedicación eterna y desinteresada de los Spartans para proteger a la humanidad.
- 23 de marzo de 2673, es la fecha que marca la computadora de la nave cuando inicia la película El planeta de los simios. En la secuencia, la fecha cambia a 24 de marzo.
- En 2699, comienza el sexto ciclo del Elegido en la trilogía Matrix, según la conversación de Neo con el Arquitecto